# Space Jazz Trio Vol. 1
Space Jazz Trio vol. 1 (pubblicato anche con il titolo di Enrico Pieranunzi Trio, Vol. 1) è un album dello Space Jazz Trio condotto da Enrico Pieranunzi, pubblicato dalla YVP Music Records nel 1986. Il disco fu registrato il 6 e 9 giugno del 1986.

## Tracce
1. Lost and Found – 4:10 (Enrico Pieranunzi)
2. Open Event 1 – 2:08 (Enrico Pieranunzi, Enzo Pietropaoli, Fabrizio Sferra)
3. It's About Time – 4:14 (Enrico Pieranunzi)
4. Crystal Waves – 3:15 (Enrico Pieranunzi)
5. Midday Noon – 5:51 (Enrico Pieranunzi)
6. No More, No Less – 3:50 (Enrico Pieranunzi)
7. Hard to Love – 4:41 (Enrico Pieranunzi)
8. Portrait N°1 – 2:10 (Enrico Pieranunzi)
9. Cecilia – 3:01 (Enzo Pietropaoli)
10. Open Event 2 – 3:15 (Enrico Pieranunzi, Enzo Pietropaoli, Fabrizio Sferra)

## Musicisti
- Enrico Pieranunzi - pianoforte
- Enzo Pietropaoli - contrabbasso
- Fabrizio Sferra - batteria